# Erik Axel Karlfeldt

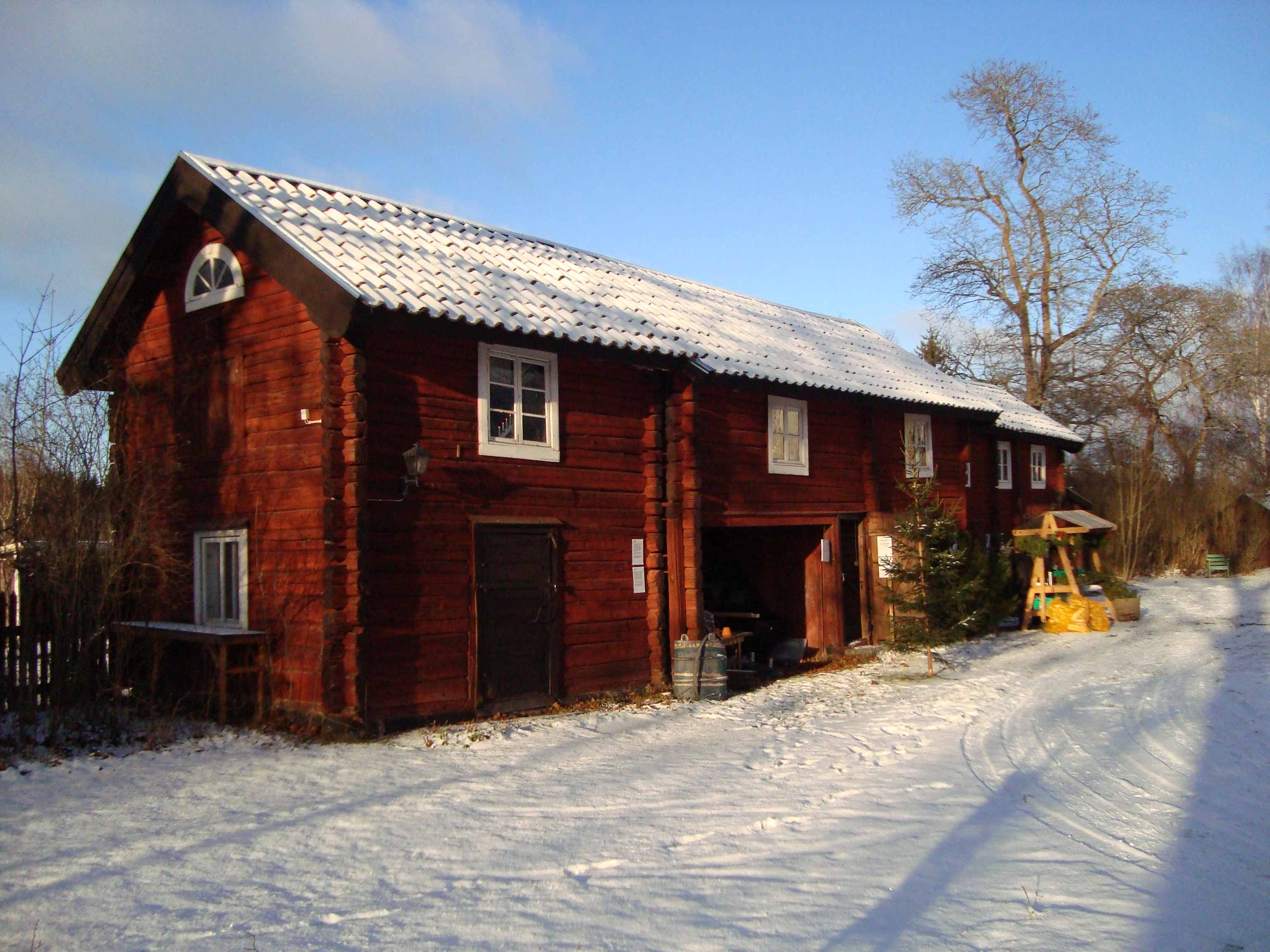
A Tolvmansgården gazdaság, ahol Karlfeldt született
Fotó: Calle Eklund

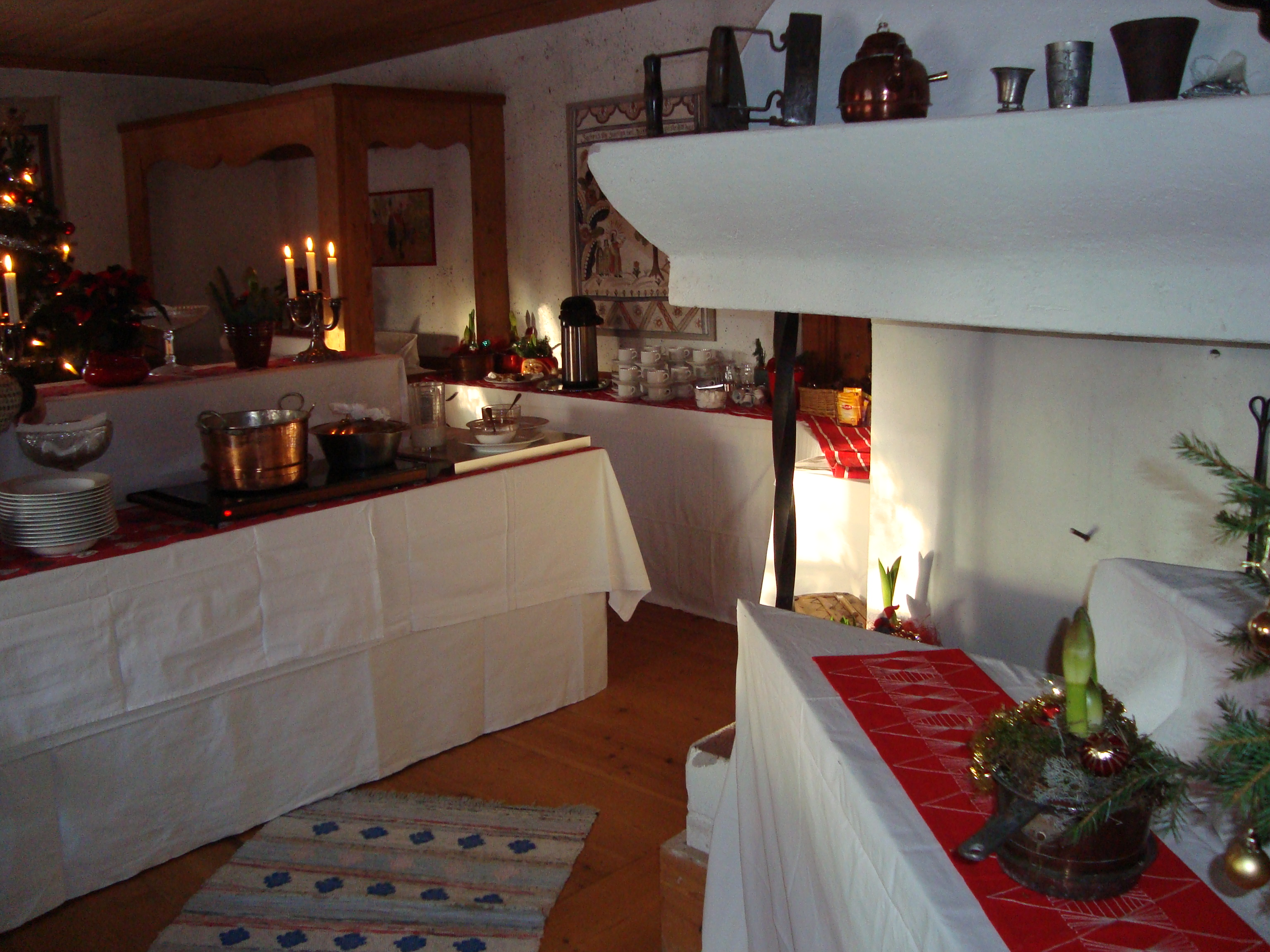
A ház belseje mostanában
Fotó: Calle Eklund

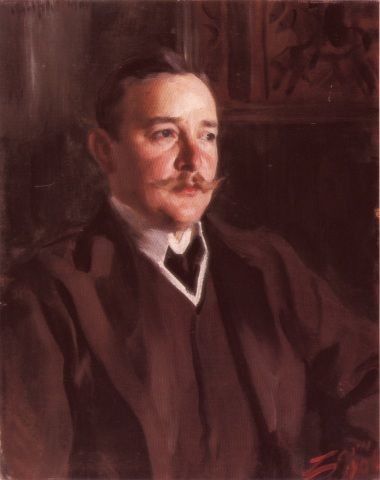
Erik Axel Karlfeldt (Anders Zorn festménye)

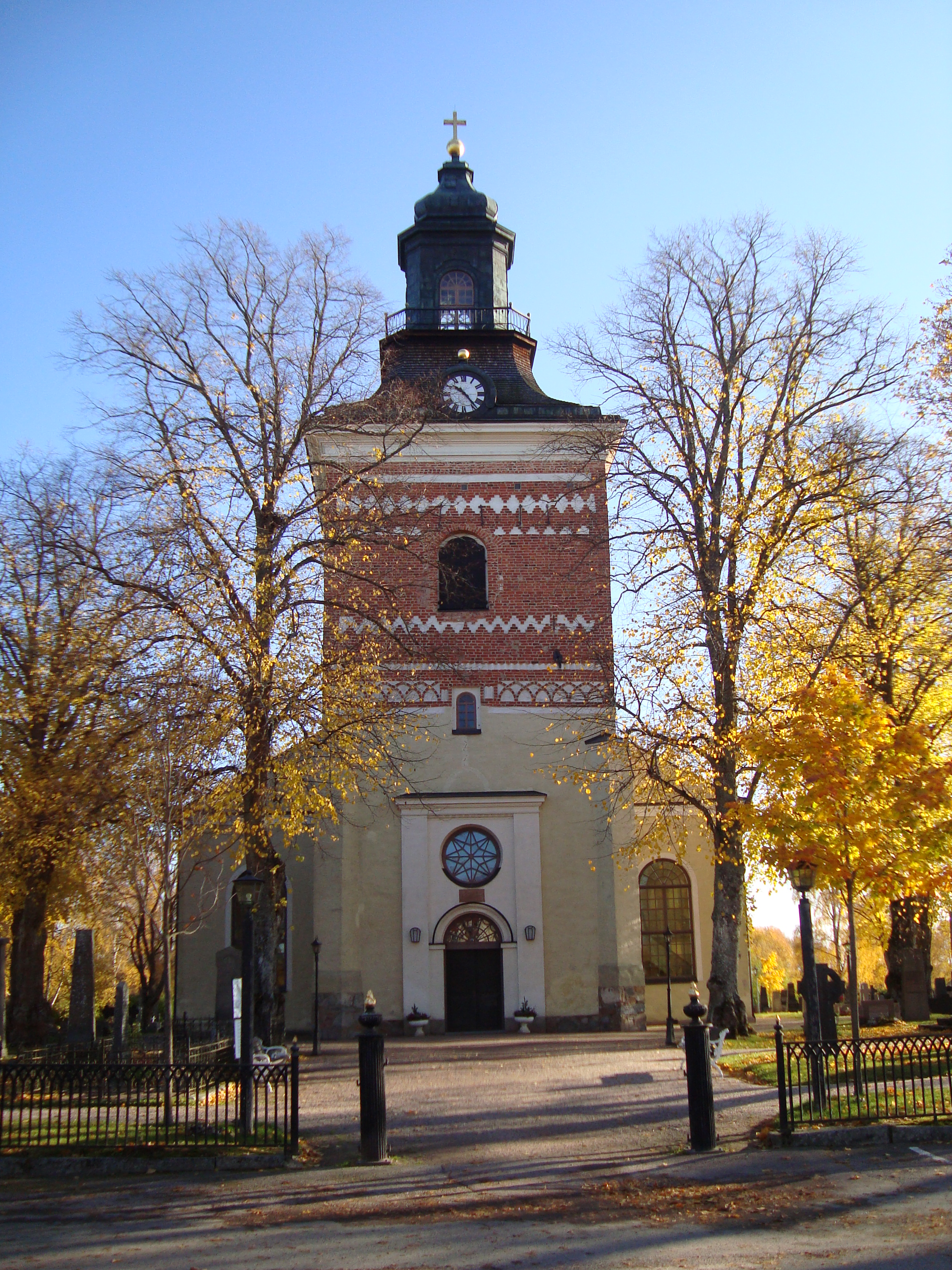
A folkärnai plébániatemplom

Erik Axel Karlfeldt (született: Erik Axel Eriksson) (Karlbo, Dalarna, Svédország, 1864. július 20. – Stockholm, 1931. április 8.) Nobel-díjas svéd író, költő. 1904-1931 között a Svéd Akadémia tagja, 1913-tól haláláig állandó titkára volt. Az irodalmi Nobel-díjat 1931-ben posztumusz ítélték neki költői életművéért. Egyesek úgy vélik, hogy a díjat már 1919-ben felajánlották neki, de visszautasította.

## Élete
Erik Axel Karlfeldt 1864-ben született Erik Axel Eriksson néven, a Dalarna tartománybeli, Kopparberg megyében (ma: Dalarna megye) fekvő Karlbo településen, a Tolvmansgården farmon. Édesapja, Erik Eriksson, földműves, édesanyja Anna Jansdotter volt.
Az Uppsalai Egyetemen 1917-ben tiszteletbeli doktori címet kapott.
1931-ben hunyt el. A Dalarna megyei Folkärna községben, a plébániatemplom kertjében helyezték örök nyugalomra.

## Munkássága

### Művei
- Vildmarks- och kärleksvisor (A vadon és a szerelem dalai) (1895)
- Fridolins visor och andra dikter (Fridolin dalai és más versek) (1898)
- Fridolins lustgård och Dalmålningar på rim (Fridolin díszkertje és dalarnai tájképek rímekben) (1901)
- Flora och Pomona (Flora és Pomona) (1906)
- Flora och Bellona (Flora és Bellona) (1918)
- Hösthorn (Elhullatott agancs) (1927)

Magyarul önálló kötete nem jelent meg, néhány verse szerepel irodalmi antológiákbanː Nobel-díjas írók antológiája (1935); Hajdu Henrikː Skandináv líra (1936); Skandináv költők (1964); Skandináv költők antológiája. Dánok, faeröeriek, izlandiak, norvégok, svédek (1967).

## Fordítás
- Ez a szócikk részben vagy egészben az Erik Axel Karlfeldt című svéd Wikipédia-szócikk ezen változatának fordításán alapul.  Az eredeti cikk szerkesztőit annak laptörténete sorolja fel. Ez a jelzés csupán a megfogalmazás eredetét és a szerzői jogokat jelzi, nem szolgál a cikkben szereplő információk forrásmegjelöléseként.